# سوئیس‌گیر
سوئیس‌گیر (انگلیسی: SwissGear) شرکت کالای لوکس سوئیسی است که در سال ۱۹۸۰ تأسیس شد.